# Being at home with Claude 〜クロードと一緒に〜
『Being at home with Claude〜クロードと一緒に〜』は、ルネ＝ダニエル・デュポワ（英語: René-Daniel Dubois）によるカナダの戯曲。1992年にはカナダで映画化もされている。

## 概要
1967年のカナダ・モントリオールを舞台に、殺人事件で自首してきた若い男娼の取り調べを描く。1986年の初演に始まり、フランス語から英語に翻訳されてカナダ国内、イギリスなどで長年にわたって再演が繰り返されている。
日本での初演は2014年、企画プロデュースはZu々主宰・三宅優。以降、ダブルキャストやスウィッチキャスト、Lecture-Spectacle（読み聞かせ）など、趣向を変えたアプローチで繰り返し上演されている。日本上演の翻訳はイザベル・ビロドー / 三宅優。

## 上演記録（日本のみ）

### 2014年
2014年5月14日 - 5月18日（青山円形劇場）
- 上演台本・演出 - 古川貴義（箱庭円舞曲）

#### 出演者
- 彼（イーブ） - 相馬圭祐 / 稲葉友（ダブルキャスト）
- 刑事（ロバート） - 伊藤陽佑 / 伊達暁（ダブルキャスト）
- 速記者（ギィ） - 井上裕朗
- 警護官（ラトレイユ） - 鈴木ハルニ（ゲキバカ)

### 2015年
2015年4月17日 - 4月23日（シアタートラム）
- 上演台本・演出：古川貴義

#### 出演者
- 彼（イーブ） - 松田凌
- 刑事（ロバート） - 山口大地/ 唐橋充（スウィッチキャスト）
- 速記者（ギィ） - 山口大地 / 唐橋充（スウィッチキャスト）
- 警護官（ラトレイユ） - 鈴木ハルニ

### 2016年
2016年7月4日 - 5日（新国立劇場 小劇場 THE PIT）
- 上演台本・演出 - 杉本凌士
- 公演形態：Lecture-Spectacle（読み聞かせ）

#### 出演者
- 彼（イーブ） - 松田凌
- 刑事（ロバート） - 伊達暁
- 速記者（ギィ） - 鈴木ハルニ
- 警護官（ラトレイユ） - 岩尾祥太朗
- ライブ・ミュージシャン - 水永達也[2]

### 2019年
2019年4月13日 - 28日（横浜赤レンガ倉庫 1号館3階ホール）
田尾下哲演出のBlanc、保科由里子演出のCyanの2チームで上演された。
- 総合演出 - 田尾下哲
- 上演台本・演出 - 保科由里子

#### 出演者
- Blanc
  - 彼（イーブ） - 松田凌
  - 刑事（ロバート） - 石橋祐
  - 速記者（ギィ） - 福澤重文
  - 警護官（ラトレイユ） - 鈴木ハルニ
- Cyan
  - 彼（イーブ） - 小早川俊輔
  - 刑事（ロバート） - 根本正勝
  - 速記者（ギィ） - 川野直輝
  - 警護官（ラトレイユ） - 澤田拓郎

### 2021年
2021年7月3日 - 11日（東京芸術劇場シアターウエスト）
日本上演初のセリフノーカット版。
- 上演台本・演出 - 田尾下哲

#### 出演者
- 彼（イーブ） - 溝口琢矢
- 刑事（ロバート） - 原田優一
- 速記者（ギィ） - 米原幸佑
- 警護官（ラトレイユ） - 鈴木ハルニ

### 2023年
2023年7月1日 - 9日（横浜赤レンガ倉庫 1号館3階ホール）

2023年7月20日 - 23日（京都文化博物館 別館ホール）
- 上演台本・演出 - 小山ゆうな

#### 出演者
- 彼（イヴ） - 松田凌
- 刑事（ロバート） - 神尾佑
- 速記者（ギィ） - 井澤勇貴
- 警護官（ラトレイユ） - 鈴木ハルニ